# Konus-Syndrom
Das Konus-Syndrom entsteht durch Druck auf den unteren Bereich des Rückenmarks. Dabei kann es zu Gefühllosigkeit an der Innenseite der Oberschenkel, Inkontinenz und Störungen der Sexualfunktion kommen.

## Entstehung
Das Syndrom entsteht durch Schädigungen des unteren (kaudalen) Rückenmarks, dessen Ende als Conus medullaris kegelförmig ausläuft. Betroffen sind die sakralen Rückenmarkssegmente S3 bis S5 sowie kokzygeale (Co), die beim Menschen nachgeburtlich auf Höhe der Lumbalwirbelkörper liegen. Als Ursache kommen mediale Bandscheibenvorfälle in diesem Bereich, Durchblutungsstörungen oder Tumoren in Betracht. Auch kann der Conus medullaris angeboren so an Umgebungsstrukturen haften (Tethered-cord Syndrom), dass er beim Wachstum geschädigt wird. Das Konus-Syndrom tritt selten alleine auf, sondern meist in Kombination mit dem Kauda-Syndrom. Dann spricht man von einem Konus-Kauda-Syndrom.

## Symptome
Relativ früh im Verlauf zeigt sich eine sogenannte Reithosenanästhesie, bei der Gefühlsstörungen im Hautbereich hinten an der Innenseite der Oberschenkel und um den Anus auftreten. Dieser Bereich entspricht dem von den Nerven S3 bis S5 versorgtem Hautbezirk (Dermatom). Der Stuhlgang kann nicht mehr kontrolliert werden. Der Urin träufelt ständig. Trotzdem bleibt die Blase gefüllt und es fällt schwer willkürlich Wasser zu lassen (Überlaufinkontinenz). Beim Mann finden sich Erektions- und Ejakulationsstörungen. Schmerzen können mäßig in der Hüftregion auftreten. Lähmungen an den Beinen zeigen sich nicht.

## Diagnostik
Der Anus ist schlaff, weil der Sphinktermuskel ausgefallen ist. Der Anal-  und der Bulbokavernosusreflex sind abgeschwächt oder ausgefallen. Bei isoliertem Konus-Syndrom sind der Patellar- und der Achillessehnenreflex erhalten. Ein CT oder ein MRT können helfen, die Ursache festzustellen.

## Therapie
Das Konus-Syndrom ist ein medizinischer Notfall. Die Ursache muss schnell beseitigt werden um irreversible Schäden zu vermeiden. Meist ist ein chirurgischer Eingriff erforderlich.